# Număr Zeldovici
În cinetica chimică numărul Zeldovici, Ze, este o mărime adimensională care oferă o măsură cantitativă pentru energia de activare a unei reacții chimice, energie ce apare în exponentul din legea lui Arrhenius. A fost numit după fizicianul rus Iakov Zeldovici, care, împreună cu David A. Frank-Kamenețki, l-au introdus pentru prima dată în lucrarea lor din 1938. În cadrul reuniunii ICDERS din 1983 de la Poitiers, s-a decis ca numărul adimensional să fie numit după Zeldovici.

## Definiție
Numărul Zeldovici este definit ca:
{\displaystyle \mathrm {Ze} ={\frac {E}{RT_{a}}}\cdot {\frac {T_{a}-T_{c}}{T_{a}}}}
unde:
{\displaystyle E} este energia de activare a reacției, [J]
{\displaystyle R} este constanta universală a gazului ideal, [J/molK]
{\displaystyle T_{a}} este temperatura gazelor de ardere, [K],
{\displaystyle T_{c}} este temperatura amestecului combustibil nears, [K].
În funcție de căldura degajată prin ardere, {\displaystyle q,} relația precedentă devine:
{\displaystyle \mathrm {Ze} ={\frac {E}{RT_{a}}}{\frac {q}{1+q}}}
Pentru fenomenele tipice de ardere, valoarea numărului Zeldovici se situează în intervalul {\displaystyle \mathrm {Ze} \approx 8-28}. Asimptota energiei de activare folosește acest număr ca parametru de durată a reacției.